# Diapangou
Diapangou è un dipartimento del Burkina Faso classificato come comune, situato nella provincia di Gourma, facente parte della Regione dell'Est.
Il dipartimento si compone del capoluogo e di altri 30 villaggi: Balga, Bandiabgou, Bardiadeni, Bassabliga, Bianargou, Bossongri, Comboari, Diangaïe, Doaligou, Fonghin, Kolonkogo, Komanpergou, Kouloungou, Lantargou, Litiayenli, Louargou, Nahambouga, Okargouni, Otiabragouni, Ountandéni, Pampangou, Pendori, Sikidéni, Tchomboado, Tielba, Tilonti, Toboani, Tokouna, Wakou e Yensemdéni.